# リチャード・フォンタナ
リチャード・フォンタナ(英: Richard Fontana)は、アメリカ合衆国の自由ソフトウェア、オープンソースソフトウェアに詳しい弁護士である。フォンタナは2005年12月から2008年2月まで、Software Freedom Law Center (SFLC)の法律顧問(法務相談役; legal counsel)を務めていた。フォンタナは現在、レッドハットのオープンソース・ライセンシング並びに特許関連顧問(Open Source Licensing and Patent Counsel)を務めている。

## SFLCでの功績
フォンタナはGNU General Public Licenseバージョン3 (GPLv3)、GNU Lesser General Public Licenseバージョン3 (LGPLv3)そしてGNU Affero General Public Licenseについて、リチャード・ストールマン、エベン・モグレンと共に合わせた3人の主要著作権者の一人である。SFLCにおけるフォンタナの功績は、フリーソフトウェア財団のような自由ソフトウェア、オープンソースソフトウェアに関わる同所の顧客の法的代理人に就任したこと、並びに著作権と特許問題に関し彼らに助言を行ったケースなどが含まれる。